# Fotònica

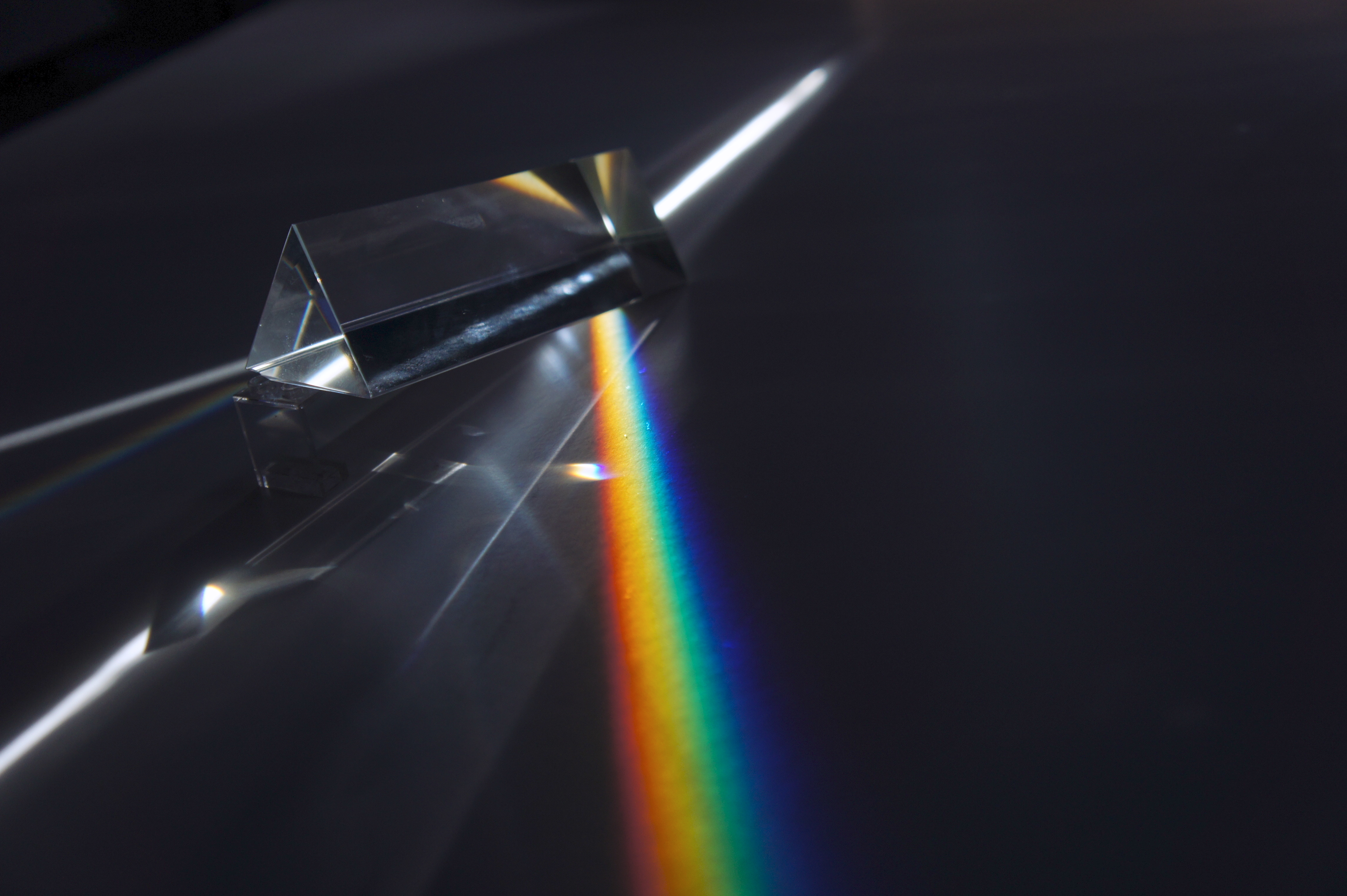
Dispersió de la llum per un prisma.

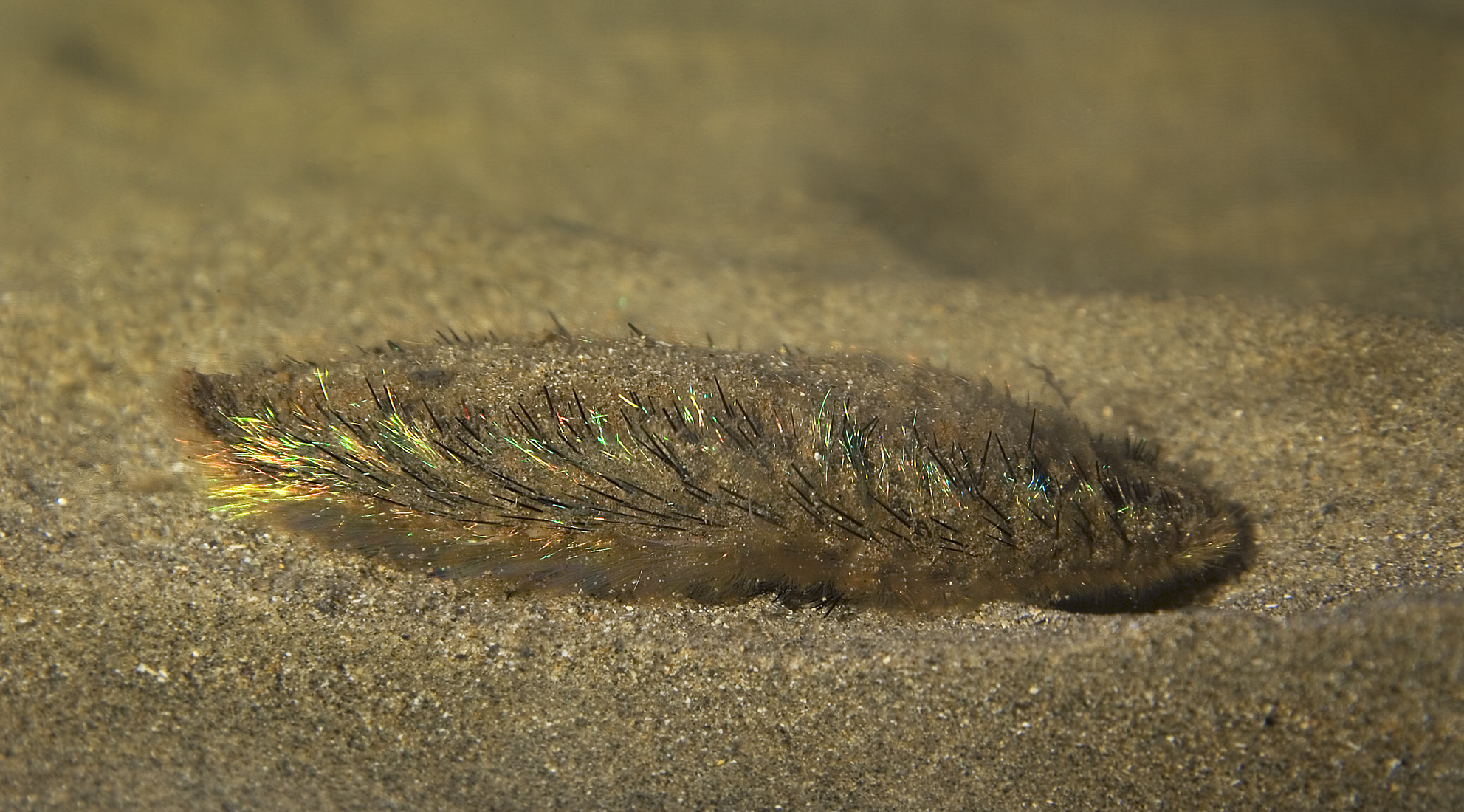
Aphrodita aculeata, exemple d'aplicació de la fotònica per part d'un animal. Aquesta espècie de cuc poliquet marí reflecteix la llum groga, vermella i verda per allunyar els seus depredadors.

La fotònica és la ciència que estudia la creació, el control i la detecció dels fotons i de les seves interaccions amb la matèria. En particular en l'espectre visible i infraroig pròxim, però que també s'estén a altres porcions de l'espectre que inclouen a l'ultraviolat (longituds d'ona de 0,2 - 0,35 µm), infraroig d'ona llarga (8 - 12 µm) i infraroig llunyà (75 - 150 µm), on actualment s'estan desenvolupant de manera activa els làser de cascada quàntica. Els fotons són les partícules elementals d'intercanvi lligades a la força electromagnètica. El terme fotònica va ser encunyat pel físic francès Pierre Aigrain el 1967 i és àmpliament usat des de mitjans de la dècada del 1970.
La fotònica sorgeix com a resultat dels primers semiconductors emissors de llum inventats a principis de 1960 en General Electric, MIT Lincoln Laboratory, IBM, i RCA i fets factibles en la pràctica per Zhores Alferov i Dmitri Z. Garbuzov i col·laboradors que treballaven en el Ioffe Physico-Technical Institute i gairebé simultàniament per Izuo Hayashi i Mort Panish que treballaven en els Bell Telephone Laboratories.

## Història
La paraula «fotònica» deriva de la paraula grega «phos» que significa llum (que té cas genitiu «fotos» i en les paraules compostes s'utilitza l'arrel «foto-»); va aparèixer a finals de la dècada de 1960 per descriure un camp de recerca l'objectiu del qual era utilitzar la llum per realitzar funcions que tradicionalment queien dins del domini típic de l'electrònica, com les telecomunicacions, el processament de la informació, etc.
La fotònica com a camp va començar amb la invenció del làser el 1960. El van seguir altres desenvolupaments: el díode làser en la dècada de 1970, les fibres òptiques per transmetre informació i l'amplificador de fibra dopada amb erbi. Aquests invents van constituir la base de la revolució de les telecomunicacions de finals de l'segle xx i van proporcionar la infraestructura de Internet.
Encara que es va encunyar abans, el terme fotònica va passar a ser d'ús comú a la dècada del 1980, quan els operadors de xarxes de telecomunicacions van adoptar la transmissió de dades per fibra òptica. En aquesta època, el terme s'utilitzava àmpliament en els Laboratoris Bell. El seu ús es va confirmar quan la Societat de Làsers i Electroòptica de l'IEEE va establir una revista d'arxiu anomenada Phototonics Technology Letters a finals de la dècada de 1980.
Durant el període que va precedir la fallida de les puntcom al voltant de 2001, la fotònica com a camp es va centrar en gran manera en les telecomunicacions òptiques. Tot i això, la fotònica abasta una enorme gamma d'aplicacions científiques i tecnològiques, com la fabricació de làsers, la detecció biològica i química, el diagnòstic i la teràpia mèdica, la tecnologia de visualització i la computació òptica. És probable que la fotònica segueixi creixent si els actuals desenvolupaments de fotònica de silici tenen èxit.

## Relació amb altres camps

### Òptica clàssica
La fotònica està molt relacionada amb l'òptica. L'òptica clàssica va precedir molt de temps el descobriment que la llum es quantifica, quan Albert Einstein va explicar l'efecte fotoelèctric el 1905. Les eines òptiques inclouen la lent refracta, el mirall reflectant i diversos components i instruments òptics desenvolupats al llarg dels segles XV al XIX. Els principis clau de l'òptica clàssica, com el principi de Huygens, desenvolupat al segle xvii, les equacions de Maxwell i les equacions d'ona, desenvolupades al XIX, no depenen de les propietats quàntiques de la llum.

### Òptica moderna
La fotònica està relacionada amb l'òptica quàntica, optomecànica, electro-òptica, optoelectrònica i electrònica quàntica. Tanmateix, cada àrea té connotacions lleugerament diferents per part de les comunitats científiques, governamentals i econòmiques. L'òptica quàntica sovint connota investigació fonamental, mentre que la fotònica s'utilitza per a la investigació.
El terme fotònica connota més específicament les propietats de les partícules de la llum, el potencial de crear tecnologies de dispositius de processament de senyal mitjançant fotons, l'aplicació pràctica de l'òptica, i una analogia amb l'electrònica.
El terme optoelectrònica es refereix dispositius o circuits que comprenen funcions tant elèctriques com òptiques, és a dir, un dispositiu semiconductor de pel·lícula prima. El terme electro-òptica es va fer servir anteriorment i abasta específicament les interaccions elèctrica-òptiques no lineals aplicades, per exemple, com a moduladors de cristall a granel com la cèl·lula de Pockels, però també inclou sensors d'imatge avançats.
Un aspecte important en la definició moderna de fotònica és que no necessàriament hi ha un acord generalitzat en la percepció dels límits del camp. Segons optics.org, hi ha diferències significatives en la manera com els termes "òptica" i "fotònica" descriuen l'àrea temàtica, amb alguna descripció que proposa que "la fotònica abraça l'òptica". A la pràctica, a mesura que el camp evoluciona, les evidències que l'"òptica moderna" i la fotònica s'utilitzen sovint de manera intercanviable són molt difoses i absorbides en l'argot científic.

### Camps emergents
La fotònica també es relaciona amb la ciència emergent de la informació quàntica i l'òptica quàntica. Altres camps emergents inclouen:
- Optoacústica o imatge fotoacústica on l'energia làser lliurada als teixits biològics s'absorbirà i es convertirà en calor, donant lloc a l'emissió d'ultrasons.[12]
- Optomecànica, que implica l'estudi de la interacció entre la llum i les vibracions mecàniques d'objectes mesoscòpics o macroscòpics;[13]
- Optòmica, en què els dispositius integren dispositius tant fotònics com atòmics per a aplicacions com ara el cronometratge de precisió, la navegació i la metrologia;
- Plasmònica, que estudia la interacció entre la llum i els plasmons en estructures dielèctriques i metàl·liques. Els plasmons són les quantificacions de les oscil·lacions plasmàtiques; quan s'acoblen a una ona electromagnètica, es manifesten com a polaritons de plasmons superficials o plasmons de superfície localitzats.
- La polaritònica, que es diferencia de la fotònica perquè el portador d'informació fonamental és un polaritó. Els polaritons són una barreja de fotons i fonons, i operen en el rang de freqüències des de 300 gigahertz fins a aproximadament 10 terahertz.
- Fotònica programable, que estudia el desenvolupament de circuits fotònics que es poden reprogramar per implementar diferents funcions de la mateixa manera que un FPGA electrònic.[14]

## Aplicacions
Les aplicacions de la fotònica són omnipresents. S'inclouen tots els àmbits, des de la vida quotidiana fins a la ciència més avançada, per exemple, la detecció de llum, les telecomunicacions, el processament de la informació, la computació fotònica, la il·luminació, la metrologia, l'espectroscòpia, l'holografia, la medicina (cirurgia, correcció de la visió, endoscòpia, control de la salut), biofotònica, tecnologia militar, processament de materials làser, diagnòstic artístic (que implica infraroig Reflectografía, Raigs X, Ultraviolada fluorescència, XRF), agricultura i robòtica. De la mateixa manera que les aplicacions de l'electrònica s'han ampliat de manera contundent des que el primer transistor fos inventat en 1948, les noves aplicacions particulars de la fotònica continuen apareixent. Aquelles de les quals es consideren aplicacions consolidades i econòmicament importants dels dispositius fotònics de semiconductors inclouen: emmagatzematge òptic de dades, telecomunicacions per fibra òptica, impressió làser (basada en la xerografia), visualitzadors i bombeig òptic en làsers d'alta potència. Les aplicacions potencials de la fotònica són virtualment il·limitades i inclouen: síntesi química, diagnòstic mèdic, comunicació de dades on-xip, defensa amb armes làser i obtenció d'energia mitjançant fusió, entre altres aplicacions interessants.
- Equips de consum: Escàner de codi de barres, impressora, dispositius de CD/DVD/Blu-ray, dispositius de control remot.
- Telecomunicacions: comunicació per fibra òptica, convertidor de baixada òptica a microones.
- Medicina: correcció de la vista, cirurgia làser, endoscòpia quirúrgica, eliminació de tatuatges.[17]
- Fabricació industrial: ús de làsers per a soldar, trepar, tallar i diversos mètodes de modificació de superfícies.
- Construcció: anivellament làser, telemetria làser, estructures intel·ligents.
- Aviació: giroscopis fotònics que manquen de peces mòbils.
- Militar: Sensors IR, comandament i control, navegació, cerca i rescat, col·locació i detecció de mines.
- Entreteniment: espectacle lásers, efectes de raigs, art hologràfic.
- Processament de la informació.
- Sensors: LIDAR, sensors per a l'electrònica de consum.
- Metrologia: mesuraments de temps i freqüència.
- Computació fotònica: distribució del rellotge i comunicació entre ordinadors, placa de circuit impresos, o dins de circuit integrats optoelectrònics; en el futur: computació quàntica.

La microfotònica i la nanofotònica solen incloure cristall fotònics i dispositiu d'estat sòlids.